# シオネ・アンガアエランギ
シオネ・アンガアエランギ（Sione Anga'aelangi、1988年11月7日 - ）は、プロD2、スタッド・ニソワに所属するラグビーユニオン選手。

## プロフィール
- オーストラリア・シドニー出身[1]。
- ポジションはフッカー(HO)。
- 身長 185cm、体重 105kg
- トンガ代表キャップは6(2025年1月現在）でラグビーワールドカップ2023のトンガ代表に選ばれた[2]。

## 略歴
カウンティーズ・マヌカウ、RCヴァンヌ、ビアリッツ・オランピック、スタッド・フランセ、USブレッサンヌを経て、2023年、スタッド・ニソワに加入。